# Владімір Аітофф
Владімір Аітофф (фр. Wladimir Aïtoff; 5 серпня 1879, Париж — 6 вересня 1963, Париж) — французький регбіст, чемпіон Літніх Олімпійських ігор 1900, лікар, чемпіон Франції в 1900 і 1902 році. Син російського революціонера-емігранта Давида Аітова, єдинокровний (по батьку) брат піаністки Ірини Аітофф.

## Спортивна кар'єра
У своїй спортивній кар'єрі репрезентував клуб «Рейсінг 92», з яким здобув титул чемпіона Франції в 1900 і 1902 році. З командою Франції зіграв в турнірі регбі-юніон на Літніх Олімпійських іграх 1900. Взяв участь лише в одному матчі — 14 жовтня. Французи виграли з німцями 27-12. Вигравши поєдинок з Німецькою Імперією та Великою Британію, збірна Франції тим самим здобула золоту медаль.

## Біографія
Владімір Аітофф за освітою лікар в 1903—1904 роках був учнем Жозефа Бабінскі. Автор публікації Contribution à l'étude des effets du sulfure de carbone, Le problème de l'alcoolisme і Quelques réflexions sur la prostitution réglementée: à propos d'une statistique médicale sur la réglementation parisienne.
Аітофф брав участь в Першій світовій війні, а в 1920 році був нагороджений Орденом Почесного легіону.
Під час Другої світової війни 15 серпня 1944 року був вивезений до Бухенвальд, потім був перевезений до Langenstein-Zwieberge, де провів наступні 9 місяців. З Langenstein-Zwieberge був врятований 13 квітня 1945 року американськими військовими.